# Nicolae Guțul
Nicolae Guțul (n. 1955) este un deputat moldovean în Parlamentul Republicii Moldova, ales în Legislatura 2005-2009 pe listele Partidului Comuniștilor.